# Jean-Baptiste Touzet
Pour les articles homonymes, voir Touzet.
Jean-Baptiste Touzet est un homme politique français né le 13 octobre 1769 à Vitteaux (Côte-d'Or) et mort le 15 mars 1834 à Semur-en-Auxois (Côte-d'Or).

## Biographie
Maire de Semur-en-Auxois, il est député de la Côte-d'Or en 1815, pendant les Cent-Jours.

## Sources
- « Jean-Baptiste Touzet », dans Adolphe Robert et Gaston Cougny, Dictionnaire des parlementaires français, Edgar Bourloton, 1889-1891 [détail de l’édition]